# Valentia (römische Provinz)

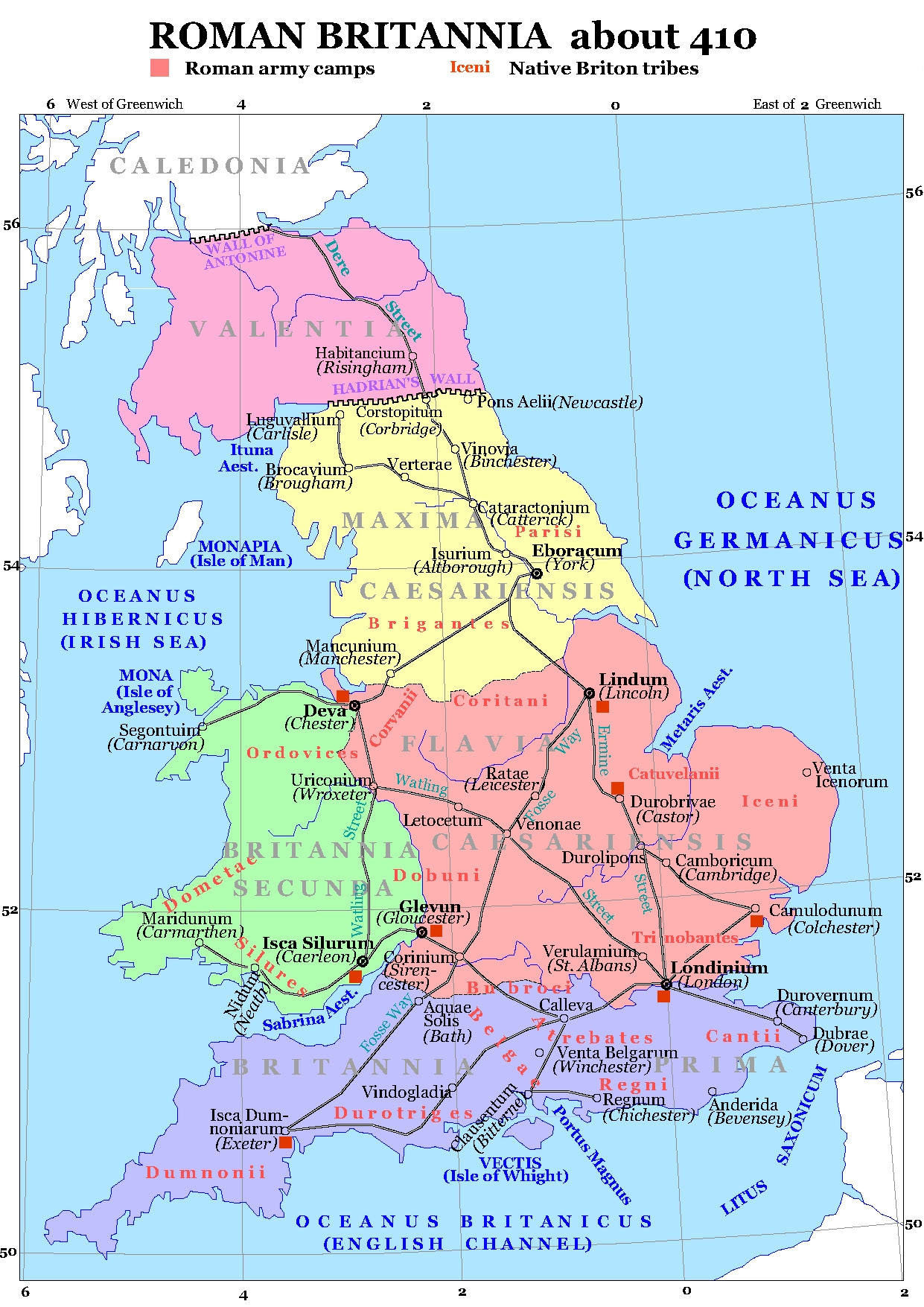
Das römische Britannien um das Jahr 410 n. Chr. mit einer veralteten Angabe der Provinzen

Valentia war eine spätantike Provinz des Römischen Reiches im heutigen Großbritannien. Sie wurde nach Kaiser Valentinian I. benannt, der sie durch den comes Flavius Theodosius im Jahr 369 n. Chr. einrichtete. Sie hatte einen consularis als Statthalter.
Lage und Größe der Provinz sind in der Forschung umstritten. Vorgeschlagen wurden etwa das nördliche Wales oder eine Teilung der bestehenden Provinz Britannia secunda mit der Hauptstadt Eboracum (York). Valentia könnte dabei das Gebiet des heutigen Cumbria gewesen sein. Äußerst unwahrscheinlich ist, dass die Provinz, wie ältere Rekonstruktionen meinten, nördlich des Hadrianswalls im südlichen Schottland lag. Vorgeschlagen wurde auch, dass es sich bei Valentia nicht um eine Provinz handelte, sondern um die zeitweilige Benennung der Diözese der britannischen Provinzen.